# Adriática Iónica 2018
La 1.ª edición de la Adriática Iónica (oficialmente: Adriatica Ionica Race) se celebró entre el 20 y el 24 de junio de 2018 con inicio en la ciudad de Musile di Piave y final en la ciudad de Trieste en Italia. El recorrido consistió de un total de 5 etapas, todas ellas en territorio italiano, sobre una distancia total de 687,9 km.
La carrera hizo parte del circuito UCI Europe Tour 2018 dentro de la categoría 2.1 y fue ganada por el ciclista colombiano Iván Ramiro Sosa del equipo Androni Giocattoli-Sidermec. El podio lo completaron el ciclista italiano Giulio Ciccone del equipo Bardiani CSF y el ciclista ruso Ildar Arslanov del equipo Gazprom-RusVelo.

## Equipos participantes
Tomaron parte en la carrera 16 equipos: 5 de categoría UCI WorldTeam; 7 de categoría Profesional Continental; 3 de categoría Continental y la selección nacional de Italia, quienes formaron un pelotón de 112 ciclistas de los cuales terminaron 107. Los equipos participantes fueron:
| WorldTeams (5)- Bahrain-Merida - Dimension Data - Quick-Step Floors - Trek-Segafredo - UAE Team Emirates Equipos continentales profesionales (7)- Androni Giocattoli-Sidermec - Bardiani CSF - Gazprom-RusVelo - Israel Cycling Academy - Nippo-Vini Fantini-Europa Ovini - Roompot-Nederlandse Loterij - Wilier Triestina-Selle Italia Equipos continentales (3)- Trevigiani Phonix-Hemus 1896 - Biesse Carrera Gavardo - Sangemini-MG.Kvis Equipo nacional- Italia |
| |

## Recorrido
La Adriatica Ionica Race dispuso de cinco etapas partiendo desde la región de Véneto con una contrarreloj por equipos, una etapa de alta montaña finalizando en alto en el Paso Giau ubicado en las Dolomitas, y finalizará en el norte de Italia en la ciudad de Trieste para un recorrido total de 687,9 kilómetros.
| Etapa     | Fecha     | Recorrido                        | type                     | Distancia (km) | Ganador           | Líder            |
| --------- | --------- | -------------------------------- | ------------------------ | -------------- | ----------------- | ---------------- |
| 1.ª etapa | 20 de jun | Musile di Piave – Lido di Jesolo | contrarreloj por equipos | 23,3           | Quick-Step Floors | Elia Viviani     |
| 2.ª etapa | 21 de jun | Lido di Jesolo – Maser           | etapa de media montaña   | 152,5          | Elia Viviani      | Elia Viviani     |
| 3.ª etapa | 22 de jun | Mussolente – Paso Giau           | etapa de montaña         | 158,3          | Iván Ramiro Sosa  | Iván Ramiro Sosa |
| 4.ª etapa | 23 de jun | San Vito di Cadore – Grado       | etapa escarpada          | 229,2          | Elia Viviani      | Iván Ramiro Sosa |
| 5.ª etapa | 24 de jun | Grado – Trieste                  | etapa de media montaña   | 124,6          | Elia Viviani      | Iván Ramiro Sosa |

## Desarrollo de la carrera

### 1.ª etapa
| Musile di Piave - Lido di Jesolo | contrarreloj por equipos | (23,3 km) |

| \| Clasificación de la etapa \| Clasificación de la etapa \| Clasificación de la etapa \| Clasificación de la etapa \| Clasificación de la etapa \| Clasificación de la etapa \| \| Equipo \| Equipo \| Tiempo \| Diferencia \| Promedio \| \| \| ------------------------- \| --------------------------- \| ------------------------- \| ------------------------- \| ------------------------- \| ------------------------- \| \| 1.º \| Quick-Step Floors \| 25 min 29 s \| 0 s \| 54.859 km/h \| \| \| 2.º \| UAE Team Emirates \| 25 min 43 s \| + 14 s \| 54.362 km/h \| \| \| 3.º \| Trek-Segafredo \| 25 min 45 s \| + 16 s \| 54.291 km/h \| \| \| 4.º \| Dimension Data \| 26 min 03 s \| + 34 s \| 53.666 km/h \| \| \| 5.º \| Gazprom-RusVelo \| 26 min 07 s \| + 38 s \| 53.529 km/h \| \| \| 6.º \| Bahrain-Merida \| 26 min 37 s \| + 1 min 08 s \| 52.523 km/h \| \| \| 7.º \| Italia \| 26 min 46 s \| + 1 min 17 s \| 52.229 km/h \| \| \| 8.º \| Sangemini-MG.Kvis \| 26 min 47 s \| + 1 min 18 s \| 52.197 km/h \| \| \| 9.º \| Androni Giocattoli-Sidermec \| 26 min 47 s \| + 1 min 18 s \| 52.197 km/h \| \| \| 10.º \| Bardiani CSF \| 26 min 51 s \| + 1 min 22 s \| 52.067 km/h \| \| |                             |             |              |             |
| |                             |             |              |             |
| Fuente: ProCyclingStats |                             |             |              |             |
| Clasificación de la etapa |                             |             |              |             |
| Equipo | Equipo                      | Tiempo      | Diferencia   | Promedio    |
| 1.º | Quick-Step Floors           | 25 min 29 s | 0 s          | 54.859 km/h |
| 2.º | UAE Team Emirates           | 25 min 43 s | + 14 s       | 54.362 km/h |
| 3.º | Trek-Segafredo              | 25 min 45 s | + 16 s       | 54.291 km/h |
| 4.º | Dimension Data              | 26 min 03 s | + 34 s       | 53.666 km/h |
| 5.º | Gazprom-RusVelo             | 26 min 07 s | + 38 s       | 53.529 km/h |
| 6.º | Bahrain-Merida              | 26 min 37 s | + 1 min 08 s | 52.523 km/h |
| 7.º | Italia                      | 26 min 46 s | + 1 min 17 s | 52.229 km/h |
| 8.º | Sangemini-MG.Kvis           | 26 min 47 s | + 1 min 18 s | 52.197 km/h |
| 9.º | Androni Giocattoli-Sidermec | 26 min 47 s | + 1 min 18 s | 52.197 km/h |
| 10.º | Bardiani CSF                | 26 min 51 s | + 1 min 22 s | 52.067 km/h |

| \| Clasificación general \| Clasificación general \| Clasificación general \| Clasificación general \| Clasificación general \| \| Ciclista \| Ciclista \| Equipo \| Tiempo \| \| \| --------------------- \| --------------------- \| --------------------- \| --------------------- \| --------------------- \| \| 1.º \| Elia Viviani \| Quick-Step Floors \| 25 min 29 s \| \| \| 2.º \| James Knox \| Quick-Step Floors \| + 0 s \| \| \| 3.º \| Davide Martinelli \| Quick-Step Floors \| + 0 s \| \| \| 4.º \| Jhonatan Narváez \| Quick-Step Floors \| + 0 s \| \| \| 5.º \| Niki Terpstra \| Quick-Step Floors \| + 0 s \| \| \| 6.º \| Valerio Conti \| UAE Team Emirates \| + 14 s \| \| \| 7.º \| Simone Petilli \| UAE Team Emirates \| + 14 s \| \| \| 8.º \| Simone Consonni \| UAE Team Emirates \| + 14 s \| \| \| 9.º \| Manuele Mori \| UAE Team Emirates \| + 14 s \| \| \| 10.º \| Edward Ravasi \| UAE Team Emirates \| + 14 s \| \| |                   |                   |             |
| |                   |                   |             |
| Fuente: ProCyclingStats |                   |                   |             |
| Clasificación general |                   |                   |             |
| Ciclista | Ciclista          | Equipo            | Tiempo      |
| 1.º | Elia Viviani      | Quick-Step Floors | 25 min 29 s |
| 2.º | James Knox        | Quick-Step Floors | + 0 s       |
| 3.º | Davide Martinelli | Quick-Step Floors | + 0 s       |
| 4.º | Jhonatan Narváez  | Quick-Step Floors | + 0 s       |
| 5.º | Niki Terpstra     | Quick-Step Floors | + 0 s       |
| 6.º | Valerio Conti     | UAE Team Emirates | + 14 s      |
| 7.º | Simone Petilli    | UAE Team Emirates | + 14 s      |
| 8.º | Simone Consonni   | UAE Team Emirates | + 14 s      |
| 9.º | Manuele Mori      | UAE Team Emirates | + 14 s      |
| 10.º | Edward Ravasi     | UAE Team Emirates | + 14 s      |

### 2.ª etapa
| Lido di Jesolo - Maser | etapa de media montaña | (152,5 km) |

| \| Clasificación de la etapa \| Clasificación de la etapa \| Clasificación de la etapa \| Clasificación de la etapa \| Clasificación de la etapa \| \| Ciclista \| Ciclista \| Equipo \| Tiempo \| \| \| ------------------------- \| ------------------------- \| ----------------------------- \| ------------------------- \| ------------------------- \| \| 1.º \| Elia Viviani \| Quick-Step Floors \| 3 h 49 min 09 s \| \| \| 2.º \| Simone Consonni \| UAE Team Emirates \| + 0 s \| \| \| 3.º \| Mihkel Räim \| Israel Cycling Academy \| + 0 s \| \| \| 4.º \| Manuel Belletti \| Androni Giocattoli-Sidermec \| + 0 s \| \| \| 5.º \| Enrico Barbin \| Bardiani CSF \| + 0 s \| \| \| 6.º \| Giacomo Nizzolo \| Trek-Segafredo \| + 0 s \| \| \| 7.º \| Simone Velasco \| Wilier Triestina-Selle Italia \| + 0 s \| \| \| 8.º \| Serguéi Shílov \| Gazprom-RusVelo \| + 0 s \| \| \| 9.º \| Kristian Sbaragli \| Israel Cycling Academy \| + 0 s \| \| \| 10.º \| Paolo Totò \| Sangemini-MG.Kvis-Vega \| + 0 s \| \| |                   |                               |                 |
| |                   |                               |                 |
| Fuente: ProCyclingStats |                   |                               |                 |
| Clasificación de la etapa |                   |                               |                 |
| Ciclista | Ciclista          | Equipo                        | Tiempo          |
| 1.º | Elia Viviani      | Quick-Step Floors             | 3 h 49 min 09 s |
| 2.º | Simone Consonni   | UAE Team Emirates             | + 0 s           |
| 3.º | Mihkel Räim       | Israel Cycling Academy        | + 0 s           |
| 4.º | Manuel Belletti   | Androni Giocattoli-Sidermec   | + 0 s           |
| 5.º | Enrico Barbin     | Bardiani CSF                  | + 0 s           |
| 6.º | Giacomo Nizzolo   | Trek-Segafredo                | + 0 s           |
| 7.º | Simone Velasco    | Wilier Triestina-Selle Italia | + 0 s           |
| 8.º | Serguéi Shílov    | Gazprom-RusVelo               | + 0 s           |
| 9.º | Kristian Sbaragli | Israel Cycling Academy        | + 0 s           |
| 10.º | Paolo Totò        | Sangemini-MG.Kvis-Vega        | + 0 s           |

| \| Clasificación general \| Clasificación general \| Clasificación general \| Clasificación general \| Clasificación general \| \| Ciclista \| Ciclista \| Equipo \| Tiempo \| \| \| --------------------- \| --------------------- \| --------------------- \| --------------------- \| --------------------- \| \| 1.º \| Elia Viviani \| Quick-Step Floors \| 4 h 14 min 28 s \| \| \| 2.º \| Niki Terpstra \| Quick-Step Floors \| + 10 s \| \| \| 3.º \| Simone Consonni \| UAE Team Emirates \| + 18 s \| \| \| 4.º \| Edward Ravasi \| UAE Team Emirates \| + 24 s \| \| \| 5.º \| Simone Petilli \| UAE Team Emirates \| + 24 s \| \| \| 6.º \| Valerio Conti \| UAE Team Emirates \| + 24 s \| \| \| 7.º \| Giacomo Nizzolo \| Trek-Segafredo \| + 26 s \| \| \| 8.º \| Fabio Felline \| Trek-Segafredo \| + 26 s \| \| \| 9.º \| Nicola Conci \| Trek-Segafredo \| + 26 s \| \| \| 10.º \| Peter Stetina \| Trek-Segafredo \| + 29 s \| \| |                 |                   |                 |
| |                 |                   |                 |
| Fuente: ProCyclingStats |                 |                   |                 |
| Clasificación general |                 |                   |                 |
| Ciclista | Ciclista        | Equipo            | Tiempo          |
| 1.º | Elia Viviani    | Quick-Step Floors | 4 h 14 min 28 s |
| 2.º | Niki Terpstra   | Quick-Step Floors | + 10 s          |
| 3.º | Simone Consonni | UAE Team Emirates | + 18 s          |
| 4.º | Edward Ravasi   | UAE Team Emirates | + 24 s          |
| 5.º | Simone Petilli  | UAE Team Emirates | + 24 s          |
| 6.º | Valerio Conti   | UAE Team Emirates | + 24 s          |
| 7.º | Giacomo Nizzolo | Trek-Segafredo    | + 26 s          |
| 8.º | Fabio Felline   | Trek-Segafredo    | + 26 s          |
| 9.º | Nicola Conci    | Trek-Segafredo    | + 26 s          |
| 10.º | Peter Stetina   | Trek-Segafredo    | + 29 s          |

### 3.ª etapa
| Mussolente - Paso Giau | etapa de montaña | (158,3 km) |

| \| Clasificación de la etapa \| Clasificación de la etapa \| Clasificación de la etapa \| Clasificación de la etapa \| Clasificación de la etapa \| \| Ciclista \| Ciclista \| Equipo \| Tiempo \| \| \| ------------------------- \| ------------------------- \| --------------------------- \| ------------------------- \| ------------------------- \| \| 1.º \| Iván Ramiro Sosa \| Androni Giocattoli-Sidermec \| 4 h 40 min 42 s \| \| \| 2.º \| Giulio Ciccone \| Bardiani CSF \| + 37 s \| \| \| 3.º \| Ben Hermans \| Israel Cycling Academy \| + 1 min 06 s \| \| \| 4.º \| Edward Ravasi \| UAE Team Emirates \| + 1 min 12 s \| \| \| 5.º \| Pieter Weening \| Roompot-Nederlandse Loterij \| + 1 min 29 s \| \| \| 6.º \| Ildar Arslanov \| Gazprom-RusVelo \| + 1 min 43 s \| \| \| 7.º \| Gianluca Brambilla \| Trek-Segafredo \| + 2 min 20 s \| \| \| 8.º \| Peter Stetina \| Trek-Segafredo \| + 2 min 27 s \| \| \| 9.º \| Giovanni Carboni \| Bardiani CSF \| + 2 min 39 s \| \| \| 10.º \| Simone Petilli \| UAE Team Emirates \| + 2 min 45 s \| \| |                    |                             |                 |
| |                    |                             |                 |
| Fuente: ProCyclingStats |                    |                             |                 |
| Clasificación de la etapa |                    |                             |                 |
| Ciclista | Ciclista           | Equipo                      | Tiempo          |
| 1.º | Iván Ramiro Sosa   | Androni Giocattoli-Sidermec | 4 h 40 min 42 s |
| 2.º | Giulio Ciccone     | Bardiani CSF                | + 37 s          |
| 3.º | Ben Hermans        | Israel Cycling Academy      | + 1 min 06 s    |
| 4.º | Edward Ravasi      | UAE Team Emirates           | + 1 min 12 s    |
| 5.º | Pieter Weening     | Roompot-Nederlandse Loterij | + 1 min 29 s    |
| 6.º | Ildar Arslanov     | Gazprom-RusVelo             | + 1 min 43 s    |
| 7.º | Gianluca Brambilla | Trek-Segafredo              | + 2 min 20 s    |
| 8.º | Peter Stetina      | Trek-Segafredo              | + 2 min 27 s    |
| 9.º | Giovanni Carboni   | Bardiani CSF                | + 2 min 39 s    |
| 10.º | Simone Petilli     | UAE Team Emirates           | + 2 min 45 s    |

| \| Clasificación general \| Clasificación general \| Clasificación general \| Clasificación general \| Clasificación general \| \| Ciclista \| Ciclista \| Equipo \| Tiempo \| \| \| --------------------- \| --------------------- \| --------------------------- \| --------------------- \| --------------------- \| \| 1.º \| Iván Ramiro Sosa \| Androni Giocattoli-Sidermec \| 8 h 56 min 28 s \| \| \| 2.º \| Edward Ravasi \| UAE Team Emirates \| + 18 s \| \| \| 3.º \| Giulio Ciccone \| Bardiani CSF \| + 45 s \| \| \| 4.º \| Ildar Arslanov \| Gazprom-RusVelo \| + 1 min 13 s \| \| \| 5.º \| Peter Stetina \| Trek-Segafredo \| + 1 min 38 s \| \| \| 6.º \| Ben Hermans \| Israel Cycling Academy \| + 1 min 45 s \| \| \| 7.º \| Simone Petilli \| UAE Team Emirates \| + 1 min 51 s \| \| \| 8.º \| Gianluca Brambilla \| Trek-Segafredo \| + 1 min 54 s \| \| \| 9.º \| Pieter Weening \| Roompot-Nederlandse Loterij \| + 2 min 03 s \| \| \| 10.º \| Valerio Conti \| UAE Team Emirates \| + 2 min 03 s \| \| |                    |                             |                 |
| |                    |                             |                 |
| Fuente: ProCyclingStats |                    |                             |                 |
| Clasificación general |                    |                             |                 |
| Ciclista | Ciclista           | Equipo                      | Tiempo          |
| 1.º | Iván Ramiro Sosa   | Androni Giocattoli-Sidermec | 8 h 56 min 28 s |
| 2.º | Edward Ravasi      | UAE Team Emirates           | + 18 s          |
| 3.º | Giulio Ciccone     | Bardiani CSF                | + 45 s          |
| 4.º | Ildar Arslanov     | Gazprom-RusVelo             | + 1 min 13 s    |
| 5.º | Peter Stetina      | Trek-Segafredo              | + 1 min 38 s    |
| 6.º | Ben Hermans        | Israel Cycling Academy      | + 1 min 45 s    |
| 7.º | Simone Petilli     | UAE Team Emirates           | + 1 min 51 s    |
| 8.º | Gianluca Brambilla | Trek-Segafredo              | + 1 min 54 s    |
| 9.º | Pieter Weening     | Roompot-Nederlandse Loterij | + 2 min 03 s    |
| 10.º | Valerio Conti      | UAE Team Emirates           | + 2 min 03 s    |

### 4.ª etapa
| San Vito di Cadore - Grado | etapa escarpada | (229,2 km) |

| \| Clasificación de la etapa \| Clasificación de la etapa \| Clasificación de la etapa \| Clasificación de la etapa \| Clasificación de la etapa \| \| Ciclista \| Ciclista \| Equipo \| Tiempo \| \| \| ------------------------- \| --------------------------- \| ------------------------------- \| ------------------------- \| ------------------------- \| \| 1.º \| Elia Viviani \| Quick-Step Floors \| 5 h 14 min 56 s \| \| \| 2.º \| Giacomo Nizzolo \| Trek-Segafredo \| + 0 s \| \| \| 3.º \| Álvaro Hodeg \| Quick-Step Floors \| + 0 s \| \| \| 4.º \| Riccardo Minali \| Italia \| + 0 s \| \| \| 5.º \| Mark Renshaw \| Dimension Data \| + 0 s \| \| \| 6.º \| Reinardt Janse van Rensburg \| Dimension Data \| + 0 s \| \| \| 7.º \| Simone Consonni \| UAE Team Emirates \| + 0 s \| \| \| 8.º \| Marco Canola \| Nippo-Vini Fantini-Europa Ovini \| + 0 s \| \| \| 9.º \| Mihkel Räim \| Israel Cycling Academy \| + 0 s \| \| \| 10.º \| Jalel Duranti \| Italia \| + 0 s \| \| |                             |                                 |                 |
| |                             |                                 |                 |
| Fuente: ProCyclingStats |                             |                                 |                 |
| Clasificación de la etapa |                             |                                 |                 |
| Ciclista | Ciclista                    | Equipo                          | Tiempo          |
| 1.º | Elia Viviani                | Quick-Step Floors               | 5 h 14 min 56 s |
| 2.º | Giacomo Nizzolo             | Trek-Segafredo                  | + 0 s           |
| 3.º | Álvaro Hodeg                | Quick-Step Floors               | + 0 s           |
| 4.º | Riccardo Minali             | Italia                          | + 0 s           |
| 5.º | Mark Renshaw                | Dimension Data                  | + 0 s           |
| 6.º | Reinardt Janse van Rensburg | Dimension Data                  | + 0 s           |
| 7.º | Simone Consonni             | UAE Team Emirates               | + 0 s           |
| 8.º | Marco Canola                | Nippo-Vini Fantini-Europa Ovini | + 0 s           |
| 9.º | Mihkel Räim                 | Israel Cycling Academy          | + 0 s           |
| 10.º | Jalel Duranti               | Italia                          | + 0 s           |

| \| Clasificación general \| Clasificación general \| Clasificación general \| Clasificación general \| Clasificación general \| \| Ciclista \| Ciclista \| Equipo \| Tiempo \| \| \| --------------------- \| --------------------- \| --------------------------- \| --------------------- \| --------------------- \| \| 1.º \| Iván Ramiro Sosa \| Androni Giocattoli-Sidermec \| 14 h 11 min 30 s \| \| \| 2.º \| Giulio Ciccone \| Bardiani CSF \| + 45 s \| \| \| 3.º \| Ildar Arslanov \| Gazprom-RusVelo \| + 1 min 13 s \| \| \| 4.º \| Edward Ravasi \| UAE Team Emirates \| + 1 min 44 s \| \| \| 5.º \| Valerio Conti \| UAE Team Emirates \| + 1 min 57 s \| \| \| 6.º \| Pieter Weening \| Roompot-Nederlandse Loterij \| + 2 min 03 s \| \| \| 7.º \| Giovanni Carboni \| Bardiani CSF \| + 2 min 53 s \| \| \| 8.º \| Peter Stetina \| Trek-Segafredo \| + 3 min 04 s \| \| \| 9.º \| Simone Petilli \| UAE Team Emirates \| + 3 min 17 s \| \| \| 10.º \| Gianluca Brambilla \| Trek-Segafredo \| + 3 min 20 s \| \| |                    |                             |                  |
| |                    |                             |                  |
| Fuente: ProCyclingStats |                    |                             |                  |
| Clasificación general |                    |                             |                  |
| Ciclista | Ciclista           | Equipo                      | Tiempo           |
| 1.º | Iván Ramiro Sosa   | Androni Giocattoli-Sidermec | 14 h 11 min 30 s |
| 2.º | Giulio Ciccone     | Bardiani CSF                | + 45 s           |
| 3.º | Ildar Arslanov     | Gazprom-RusVelo             | + 1 min 13 s     |
| 4.º | Edward Ravasi      | UAE Team Emirates           | + 1 min 44 s     |
| 5.º | Valerio Conti      | UAE Team Emirates           | + 1 min 57 s     |
| 6.º | Pieter Weening     | Roompot-Nederlandse Loterij | + 2 min 03 s     |
| 7.º | Giovanni Carboni   | Bardiani CSF                | + 2 min 53 s     |
| 8.º | Peter Stetina      | Trek-Segafredo              | + 3 min 04 s     |
| 9.º | Simone Petilli     | UAE Team Emirates           | + 3 min 17 s     |
| 10.º | Gianluca Brambilla | Trek-Segafredo              | + 3 min 20 s     |

### 5.ª etapa
| Grado - Trieste | etapa de media montaña | (124,6 km) |

| \| Clasificación de la etapa \| Clasificación de la etapa \| Clasificación de la etapa \| Clasificación de la etapa \| Clasificación de la etapa \| \| Ciclista \| Ciclista \| Equipo \| Tiempo \| \| \| ------------------------- \| ------------------------- \| ------------------------------- \| ------------------------- \| ------------------------- \| \| 1.º \| Elia Viviani \| Quick-Step Floors \| 2 h 27 min 48 s \| \| \| 2.º \| Mark Cavendish \| Dimension Data \| + 0 s \| \| \| 3.º \| Riccardo Minali \| Astana \| + 0 s \| \| \| 4.º \| Álvaro Hodeg \| Quick-Step Floors \| + 0 s \| \| \| 5.º \| Luca Pacioni \| Wilier Triestina-Selle Italia \| + 0 s \| \| \| 6.º \| Simone Consonni \| UAE Team Emirates \| + 0 s \| \| \| 7.º \| Manuel Belletti \| Androni Giocattoli-Sidermec \| + 0 s \| \| \| 8.º \| Giacomo Nizzolo \| Trek-Segafredo \| + 0 s \| \| \| 9.º \| Marco Canola \| Nippo-Vini Fantini-Europa Ovini \| + 0 s \| \| \| 10.º \| Matteo Trentin \| Mitchelton-Scott \| + 0 s \| \| |                 |                                 |                 |
| |                 |                                 |                 |
| Fuente: ProCyclingStats |                 |                                 |                 |
| Clasificación de la etapa |                 |                                 |                 |
| Ciclista | Ciclista        | Equipo                          | Tiempo          |
| 1.º | Elia Viviani    | Quick-Step Floors               | 2 h 27 min 48 s |
| 2.º | Mark Cavendish  | Dimension Data                  | + 0 s           |
| 3.º | Riccardo Minali | Astana                          | + 0 s           |
| 4.º | Álvaro Hodeg    | Quick-Step Floors               | + 0 s           |
| 5.º | Luca Pacioni    | Wilier Triestina-Selle Italia   | + 0 s           |
| 6.º | Simone Consonni | UAE Team Emirates               | + 0 s           |
| 7.º | Manuel Belletti | Androni Giocattoli-Sidermec     | + 0 s           |
| 8.º | Giacomo Nizzolo | Trek-Segafredo                  | + 0 s           |
| 9.º | Marco Canola    | Nippo-Vini Fantini-Europa Ovini | + 0 s           |
| 10.º | Matteo Trentin  | Mitchelton-Scott                | + 0 s           |

## Clasificaciones finales
Las clasificaciones finalizaron de la siguiente forma:

### Clasificación general
| \| Clasificación general \| Clasificación general \| Clasificación general \| Clasificación general \| Clasificación general \| \| Ciclista \| Ciclista \| Equipo \| Tiempo \| \| \| --------------------- \| --------------------- \| --------------------------- \| --------------------- \| --------------------- \| \| 1.º \| Iván Ramiro Sosa \| Androni Giocattoli-Sidermec \| 16 h 39 min 22 s \| \| \| 2.º \| Giulio Ciccone \| Bardiani CSF \| + 41 s \| \| \| 3.º \| Ildar Arslanov \| Gazprom-RusVelo \| + 1 min 18 s \| \| \| 4.º \| Edward Ravasi \| UAE Team Emirates \| + 1 min 40 s \| \| \| 5.º \| Valerio Conti \| UAE Team Emirates \| + 1 min 57 s \| \| \| 6.º \| Pieter Weening \| Roompot-Nederlandse Loterij \| + 2 min 08 s \| \| \| 7.º \| Giovanni Carboni \| Bardiani CSF \| + 2 min 53 s \| \| \| 8.º \| Peter Stetina \| Trek-Segafredo \| + 3 min 09 s \| \| \| 9.º \| Simone Petilli \| UAE Team Emirates \| + 3 min 17 s \| \| \| 10.º \| Gianluca Brambilla \| Trek-Segafredo \| + 3 min 20 s \| \| |                    |                             |                  |
| |                    |                             |                  |
| Fuente: ProCyclingStats |                    |                             |                  |
| Clasificación general |                    |                             |                  |
| Ciclista | Ciclista           | Equipo                      | Tiempo           |
| 1.º | Iván Ramiro Sosa   | Androni Giocattoli-Sidermec | 16 h 39 min 22 s |
| 2.º | Giulio Ciccone     | Bardiani CSF                | + 41 s           |
| 3.º | Ildar Arslanov     | Gazprom-RusVelo             | + 1 min 18 s     |
| 4.º | Edward Ravasi      | UAE Team Emirates           | + 1 min 40 s     |
| 5.º | Valerio Conti      | UAE Team Emirates           | + 1 min 57 s     |
| 6.º | Pieter Weening     | Roompot-Nederlandse Loterij | + 2 min 08 s     |
| 7.º | Giovanni Carboni   | Bardiani CSF                | + 2 min 53 s     |
| 8.º | Peter Stetina      | Trek-Segafredo              | + 3 min 09 s     |
| 9.º | Simone Petilli     | UAE Team Emirates           | + 3 min 17 s     |
| 10.º | Gianluca Brambilla | Trek-Segafredo              | + 3 min 20 s     |

### Clasificación por puntos
| Clasificación por puntos | Clasificación por puntos | Clasificación por puntos    | Clasificación por puntos | Clasificación por puntos |
| Ciclista                 | Ciclista                 | Equipo                      | Puntos                   |                          |
| ------------------------ | ------------------------ | --------------------------- | ------------------------ | ------------------------ |
| 1.º                      | Elia Viviani             | Quick-Step Floors           | 75 pts                   |                          |
| 2.º                      | Simone Consonni          | UAE Team Emirates           | 27 pts                   |                          |
| 3.º                      | Giacomo Nizzolo          | Trek-Segafredo              | 26 pts                   |                          |
| 4.º                      | Riccardo Minali          | Astana                      | 20 pts                   |                          |
| 5.º                      | Álvaro Hodeg             | Quick-Step Floors           | 20 pts                   |                          |
| 6.º                      | Mark Cavendish           | Dimension Data              | 18 pts                   |                          |
| 7.º                      | Iván Ramiro Sosa         | Androni Giocattoli-Sidermec | 15 pts                   |                          |
| 8.º                      | Mihkel Räim              | Israel Cycling Academy      | 14 pts                   |                          |
| 9.º                      | Giulio Ciccone           | Bardiani CSF                | 12 pts                   |                          |
| 10.º                     | Manuel Belletti          | Androni Giocattoli-Sidermec | 12 pts                   |                          |

### Clasificación de la montaña
| Clasificación de la montaña | Clasificación de la montaña | Clasificación de la montaña | Clasificación de la montaña | Clasificación de la montaña |
| Ciclista                    | Ciclista                    | Equipo                      | Puntos                      |                             |
| --------------------------- | --------------------------- | --------------------------- | --------------------------- | --------------------------- |
| 1.º                         | Enrico Logica               | Biesse Carrera Gavardo      | 14 pts                      |                             |
| 2.º                         | Iván Ramiro Sosa            | Androni Giocattoli-Sidermec | 10 pts                      |                             |
| 3.º                         | Floris Gerts                | Roompot-Nederlandse Loterij | 10 pts                      |                             |
| 4.º                         | Fabio Felline               | Trek-Segafredo              | 8 pts                       |                             |
| 5.º                         | Yukiya Arashiro             | Bahrain-Merida              | 8 pts                       |                             |
| 6.º                         | Giulio Ciccone              | Bardiani CSF                | 8 pts                       |                             |
| 7.º                         | Michele Gazzara             | Sangemini-MG.Kvis-Vega      | 6 pts                       |                             |
| 8.º                         | Marco Frapporti             | Androni Giocattoli-Sidermec | 6 pts                       |                             |
| 9.º                         | Matteo Draperi              | Sangemini-MG.Kvis-Vega      | 5 pts                       |                             |
| 10.º                        | Edward Ravasi               | UAE Team Emirates           | 4 pts                       |                             |

### Clasificación de los jóvenes
| Clasificación del mejor joven | Clasificación del mejor joven | Clasificación del mejor joven   | Clasificación del mejor joven | Clasificación del mejor joven |
| Ciclista                      | Ciclista                      | Equipo                          | Tiempo                        |                               |
| ----------------------------- | ----------------------------- | ------------------------------- | ----------------------------- | ----------------------------- |
| 1.º                           | Iván Ramiro Sosa              | Androni Giocattoli-Sidermec     | 16 h 39 min 22 s              |                               |
| 2.º                           | Giovanni Carboni              | Bardiani CSF                    | + 2 min 53 s                  |                               |
| 3.º                           | Artem Nych                    | Gazprom-RusVelo                 | + 4 min 21 s                  |                               |
| 4.º                           | Nicola Conci                  | Trek-Segafredo                  | + 6 min 29 s                  |                               |
| 5.º                           | Abderrahim Zahiri             | Trevigiani-Phonix-Hemus 1896    | + 8 min 54 s                  |                               |
| 6.º                           | Nicola Bagioli                | Nippo-Vini Fantini-Europa Ovini | + 8 min 57 s                  |                               |
| 7.º                           | Simone Ravanelli              | Biesse Carrera Gavardo          | + 9 min 49 s                  |                               |
| 8.º                           | Filippo Zaccanti              | Nippo-Vini Fantini-Europa Ovini | + 10 min 14 s                 |                               |
| 9.º                           | Simone Velasco                | Wilier Triestina-Selle Italia   | + 13 min 57 s                 |                               |
| 10.º                          | James Knox                    | Quick-Step Floors               | + 15 min 45 s                 |                               |

### Clasificación por equipos
| Clasificación por equipos | Clasificación por equipos       | Clasificación por equipos | Clasificación por equipos |
| Equipo                    | Equipo                          | Tiempo                    |                           |
| ------------------------- | ------------------------------- | ------------------------- | ------------------------- |
| 1.º                       | UAE Team Emirates               | 50 h 01 min 52 s          |                           |
| 2.º                       | Trek-Segafredo                  | + 4 min 24 s              |                           |
| 3.º                       | Bardiani CSF                    | + 6 min 30 s              |                           |
| 4.º                       | Gazprom-RusVelo                 | + 9 min 33 s              |                           |
| 5.º                       | Roompot-Nederlandse Loterij     | + 13 min 46 s             |                           |
| 6.º                       | Nippo-Vini Fantini-Europa Ovini | + 15 min 54 s             |                           |
| 7.º                       | Androni Giocattoli-Sidermec     | + 16 min 47 s             |                           |
| 8.º                       | Israel Cycling Academy          | + 19 min 38 s             |                           |
| 9.º                       | Biesse Carrera Gavardo          | + 23 min 07 s             |                           |
| 10.º                      | Wilier Triestina-Selle Italia   | + 26 min 14 s             |                           |

## Evolución de las clasificaciones
| Etapa                   | Vencedor                | Clasificación general | Clasificación por puntos | Clasificación de la montaña | Clasificación de la combatividad | Clasificación de los jóvenes | Clasificación por equipos |
| ----------------------- | ----------------------- | --------------------- | ------------------------ | --------------------------- | -------------------------------- | ---------------------------- | ------------------------- |
| 1.ª                     | Quick-Step Floors       | Elia Viviani          | no entregado             | no entregado                | no entregado                     | James Knox                   | Quick-Step Floors         |
| 2.ª                     | Elia Viviani            | Elia Viviani          | Elia Viviani             | Enrico Logica               | Javier Montoya                   | Nicola Conci                 | UAE Emirates              |
| 3.ª                     | Iván Ramiro Sosa        | Iván Ramiro Sosa      | Elia Viviani             | Iván Ramiro Sosa            | Floris Gerts                     | Iván Ramiro Sosa             | UAE Emirates              |
| 4.ª                     | Elia Viviani            | Iván Ramiro Sosa      | Elia Viviani             | Enrico Logica               | Andrea Toniatti                  | Iván Ramiro Sosa             | UAE Emirates              |
| 5.ª                     | Elia Viviani            | Iván Ramiro Sosa      | Elia Viviani             | Enrico Logica               | Michele Gazzara                  | Iván Ramiro Sosa             | UAE Emirates              |
| Clasificaciones finales | Clasificaciones finales | Iván Ramiro Sosa      | Elia Viviani             | Enrico Logica               | no entregado                     | Iván Ramiro Sosa             | UAE Emirates              |

## UCI World Ranking
La Adriática Iónica otorgó puntos para el UCI Europe Tour 2018 y el UCI World Ranking, este último para corredores de los equipos en las categorías UCI WorldTeam, Profesional Continental y Equipos Continentales. Las siguientes tablas muestran el baremo de puntuación y los 10 corredores que obtuvieron más puntos:
| Posición              | 1.º | 2.º | 3.º | 4.º | 5.º | 6.º | 7.º | 8.º | 9.º | 10.º | 11.º | 12.º | 13.º-15.º | 16.º-25.º |
| Clasificación general | 125 | 85  | 70  | 60  | 50  | 40  | 35  | 30  | 25  | 20   | 15   | 10   | 5         | 3         |
| Por etapa             | 14  | 5   | 3   |     |     |     |     |     |     |      |      |      |           |           |
| Líder                 | 3   |     |     |     |     |     |     |     |     |      |      |      |           |           |

| Clasificación | Clasificación    | Clasificación               | Clasificación | Clasificación | Clasificación | Clasificación |
| Posición      | Ciclista         | Equipo                      | General       | Etapa         | Líder         | Total         |
| ------------- | ---------------- | --------------------------- | ------------- | ------------- | ------------- | ------------- |
| 1.º           | Iván Ramiro Sosa | Androni Giocattoli-Sidermec | 125           | 14            | 6             | 145           |
| 2.º           | Giulio Ciccone   | Bardiani CSF                | 85            | 5             | -             | 90            |
| 3.º           | Ildar Arslanov   | Gazprom-RusVelo             | 70            | -             | -             | 70            |
| 4.º           | Edward Ravasi    | UAE Emirates                | 60            | 0,71          | -             | 60,71         |
| 5.º           | Valerio Conti    | UAE Emirates                | 50            | 0,71          | -             | 50,71         |
| 6.º           | Elia Viviani     | Quick-Step Floors           | -             | 44            | 6             | 50            |
| 7.º           | Pieter Weening   | Roompot-Nederlandse Loterij | 40            | -             | -             | 40            |
| 8.º           | Giovanni Carboni | Bardiani CSF                | 35            | -             | -             | 35            |
| 9.º           | Peter Stetina    | Trek-Segafredo              | 30            | 0,43          | -             | 30,43         |
| 10.º          | Simone Petilli   | UAE Emirates                | 25            | 0,71          | -             | 25,71         |